# Natura 2000-område nr. 80 Højen Bæk
Natura 2000-område nr. 80. Højen Bæk  er et EU-habitatområde (H69), der har et areal på i alt 180 hektar.

## Beskrivelse
Området er en ådal med overvejende stejle løvskovsklædte skråninger, hvorfra der udspringer en række kalkholdige kildevæld. Overdrev med græs findes fortsat på ådalsskrænterne. Skoven er primært bøgeskov på de højere og mere tørre dele, mens elle- og askeskove findes på de lavere, mere vældprægede arealer. Højen Bæk løber stort set ureguleret gennem ådalen, omgivet af naturenge, kær og overdrev.
Natura 2000 områdets samlede areal på 180 ha består udelukkende af landarealer.
I alt er 46,1 ha omfattet af naturbeskyttelseslovens §3 fordelt på :
- 9,8 km vandløb
- 0,1 ha sø
- 6,5 ha mose
- 23,7 ha fersk eng
- 15,8 ha overdrev

Desuden er der 128,8 ha skov og resten består af agerjord, byer mm.

## Fredninger
Største delen af Natura 2000 området blev fredet i 1990 for at fastholde, udbygge og forbedre områdets store naturvidenskabelige interesser og sikre områdets varierede plante- og dyreliv, specielt i ferskvandsbiologisk henseende. Fredningen omfatter et areal på 194 ha hektar 

## Videre forløb
Natura 2000-planen blev vedtaget i 2011, hvorefter kommunalbestyrelserne
og Naturstyrelsen udarbejdede bindende handleplaner for
gennemførelsen af planen. Planen videreføres og videreudvikles i senere planperioder.
Natura 2000-området ligger i Vejle Kommune, og naturplanen koordineres med vandplanen for 1.11 Hovedvandopland Lillebælt/Jylland.

## Eksterne kilder og henvisninger
1. ↑  Miljøstyrelsen Sydjylland (juni 2023). "Naturplan 2022-2027  Natura 2000-område nr. 80 Højen Bæk" (PDF). mst.dk. Miljøstyrelsen. Arkiveret (PDF) fra originalen 16. juni 2024. Hentet 16. juni 2024.
2. ↑  
Miljøstyrelsen Sydjylland (november 2021). "Revideret basisanalyse 2022-2027  Natura 2000-område nr. 80 Højen Bæk" (PDF). mst.dk. Miljøstyrelsen. Arkiveret (PDF) fra originalen 16. juni 2024. Hentet 16. juni 2024.
3. ↑  ": Natura 2000-handleplan for N80 Højen Bæk" (PDF). mst.dk. Vejle kommune og Miljøstyrelsen. 2024. Arkiveret (PDF) fra originalen 16. juni 2024. Hentet 16. juni 2024.
4. ↑  Om fredningen på fredninger.dk
5. ↑  "Natura 2000-planlægning 2022-2027". mst.dk. Miljøstyrelsen. 2023. Arkiveret fra originalen 29. marts 2024. Hentet 11. maj 2024.
6. ↑  Vandplan Hovedvandopland 1.11 Lillebælt/Jylland 2009-2015. via web.archive.org

- Kort over området på miljoegis.mim.dk